# شهداء سبسطية الأربعون
شهداء سبسطية الأربعون (القرن الرابع) هم بحسب التقليد الكنسي مجموعة من الجنود الذين قتلوا بطريقة وحشية بسبب تمسكهم بإيمانهم المسيحي، وذلك قرب سبسطية في أرمينيا الصغرى عام 320، فكانوا بذلك من ضحايا اضطهاد ليسينيوس الذي أُعلنَ ضد مسيحيي الشرق بعد عام 316.

## قصة الاستشهاد
أقدم شهادة عن هؤلاء الجنود هي تلك المعطاة من باسيليوس الكبير (370 – 379 م) في عظة ألقيت في عيد الشهداء الأربعين. بحسب باسيليوس فأن أربعين جندياً من الجيش الروماني أعلنوا إيمانهم بيسوع المسيح فحُكم عليهم أن يجردوا من ثيابهم في بحيرة متجمدة ليموتوا من البرد، ومن بين تلك المجموعة وهنت عزيمة أحدهم فقفز خارجاً لحمام قريب دافء كان قد أعد لمن يتراجع منهم عن معتقداته. عندها أبصر أحد الحراس أربعين أكليل تحل من السماء على رؤوس البقية فقفز هو الآخر في البحيرة مصرحاً باعتناقه للإيمان المسيحي فنال إكليل الجندي الهارب. ومع شروق الشمس كانت أجساد المعترفين لا تزال تحمل علامات الحياة، فأحرقت وألقي برمادها في نهر. قام مسيحيون بجمع البقايا ووزعوها كذخائر مقدسة في مدن كثيرة، وهكذا انتشر تقديس الشهداء الأربعين وأقيمت كنائس لتكريمهم في مختلف المناطق.

## شهداء سبسطية وآباء الكنيسة
إحدى تلك الكنائس بنيت في قيصرية في كابدوكية وهي الكنيسة التي كرز بها باسيليوس كما سلف ذكره، وقد اهتم كذلك غريغوريوس النيصي بشكل خاص بقصة الأربعين شهيداً فوضع في مدحهم عظتين (محفوظتين حتى اليوم) ألقاهما في كنيسة شيدت على اسمهم، وعند وفاة والديه قام بدفنهما قرب ذخائر المعترفين. وأشاد كذلك أفرام السرياني في أناشيده بالأربعين شهيداً. وقد كان سوزومين المؤرخ شاهد عيان روى في كتابه عن تاريخ الكنيسة قصة اكتشاف ذخائر الشهداء في القسطنطينية تحت رعاية الإمبراطورة بلخريا.
انتقل تكريم شهداء سبسطية إلى الغرب في وقت باكر من التاريخ، حيث تلقى القديس غودينتيوس أسقف بريسيا (توفي عام 410 أو عام 427) في بداية القرن الخامس ذخائر من أجساد الأربعين خلال رحلته في الشرق، فوضعها مع ذخائر أخرى في مذبح بازيليك كان قد شيدها في رعيته. وبقرب كنيسة سانتا ماريا أنتيكا في الميدان الروماني الذي شيد في القرن الخامس اكتشفت كنيسة صغيرة بنيت لذكرى الأربعين شهيداً. ووجد هناك رسم يعود تاريخه للقرن السادس أو السابع يروي مشهد استشهادهم، وسجل عليه كذلك أسماءهم التي كانت حتى ذلك الوقت مذكورة في مصادر متأخرة. كتبت أعمال هؤلاء المعترفون في وقت لاحق في اللغات اليونانية والسريانية واللاتينية وهي موجودة حتى الآن.

## معرض الصور

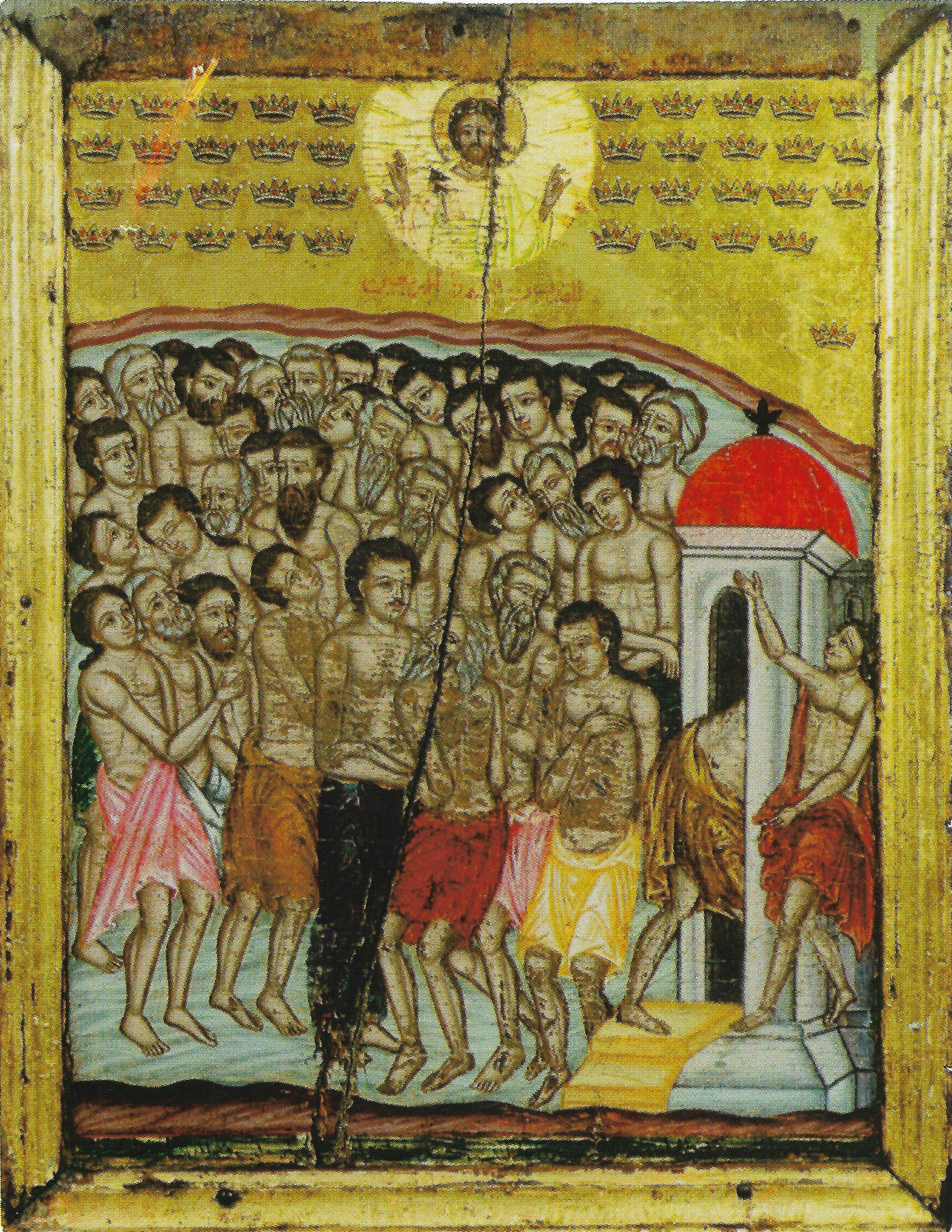

## وصلات خارجية
- طروبارية شهداء سبسطية الأربعين
- شهداء سبسطية الأربعون (القرن 4م) - الأثنين من الأسبوع الثاني من الصوم الكبير. حركة الشبيبة الأرثوذكسية